# Stig Andersen Hvide d. Ä.
Stig Andersen Hvide der Ältere, auch Marsk Stig genannt († 1293), war ein dänischer Marschall im 13. Jahrhundert, der nach der Ermordung des Königs Erik V. Klipping 1286 zum Tode verurteilt wurde und außer Landes fliehen musste. Von Norwegen aus griff er wiederholt Dänemark an.

## Leben
Seine Eltern sind nicht bekannt. Seine Abstammung aus der männlichen Linie des Hvide-Geschlechts ist nicht eindeutig belegt. Allerdings spricht außer dem Beinamen Hvide auch sein Vorname Stig, der unter den Nachkommen von Skjalm Hvide mehrfach vorkommt, für eine Abstammung. Nach einer Theorie war er ein Enkel oder Urenkel von Stig Tokesen Hvide und Knud Lavards Tochter. Nach einer anderen Theorie nahm er den Beinamen Hvide an, weil seine beiden ersten Ehefrauen Ossa Nielsdatter und Ingeborg Pallesdatter aus der Hvide-Familie stammten, was die Sorø-Genealogie für Ossa (Aase) Nielsdatter belegt. Seine dritte Ehefrau Uffa war eine Tochter des Drosten Uffe Nielsen († 1293).
Die Quellen über sein Leben sind lückenhaft. 1272 bürgte er für ein Darlehen Erik V. Klippings in Lübeck. Sicher ist, dass er 1275 ein Heer Erik Klippings auf dem Zug nach Schweden zur Unterstützung der Söhne Birger Jarls Magnus und Erik gegen ihren Bruder König Waldemar befehligte. In der Schlacht bei Hova wurde Waldemar vom vereinigten Heer der Dänen und seiner Brüder besiegt.
1276 verweigerte er am dänischen Hof die Huldigung an den zum Nachfolger des Königs bestimmten zweijährigen Sohn des Königs, Erik VI. Menved, obgleich der übrige Adel der Designation zustimmte. Trotz dieser Weigerung behielt er sein Amt als Marschall.
Aus den Überlieferungen geht hervor, dass er sich der Adelspartei angeschlossen hatte, die sich eine Begrenzung der Königsmacht zum Ziel gesetzt hatte. Diese Partei trotzte 1282 dem König eine umfangreiche Verbriefung von Freiheiten ab, die erste Handfeste der dänischen Geschichte. Einige Adlige forderten und erhielten größere Lehen, unter anderen bekam der Schleswiger Herzog Waldemar Eriksson Land in Nordjütland. Als der Herzog auch Anspruch auf königliche Krongüter erhob, kam es zum Konflikt, in dem der Herzog unterlag. Man nimmt an, dass dies der Hintergrund für Erik Klippings Ermordung am 22. November 1286 war. Obgleich die Täter nicht identifiziert wurden, waren die Zeitgenossen von einem politischen Mord durch eine Adelsverschwörung überzeugt. Im Namen des minderjährigen Erik Menveds wurden bei der Reichsversammlung 1287 von einem Ausschuss von 36 Adligen neun Männer, darunter Stig Andersen Hvide, für die Schuldigen erklärt. Sie wurden zum Tode verurteilt und ihr Vermögen für verfallen erklärte. Das Urteil wurde vom Erzbischof und allen Bischöfen und später vom deutschen König Rudolf von Habsburg bestätigt.
Die heutige Forschung geht davon aus, dass die Verurteilten unschuldig waren und es sich um eine politisch motivierte Verurteilung handelte. Die mittelalterlichen Chroniken, auf die sich Arild Huitfeldt bei seiner These, Stig Andersen sei der Haupttäter gewesen, stützte, hatten keine sicheren Kenntnisse über den Königsmord. Die Verurteilten waren inzwischen nach Norwegen zu König Erik II. geflohen. Erst jetzt tritt in den Quellen Stig Andersen Hvide als Anführer der Friedlosen hervor. Er muss trotz der Verurteilung auch in Dänemark noch reich und mächtig gewesen sein. Anders ist es nicht zu erklären, dass er von Norwegen aus seine Besitzungen in Dänemark verwalten konnte.

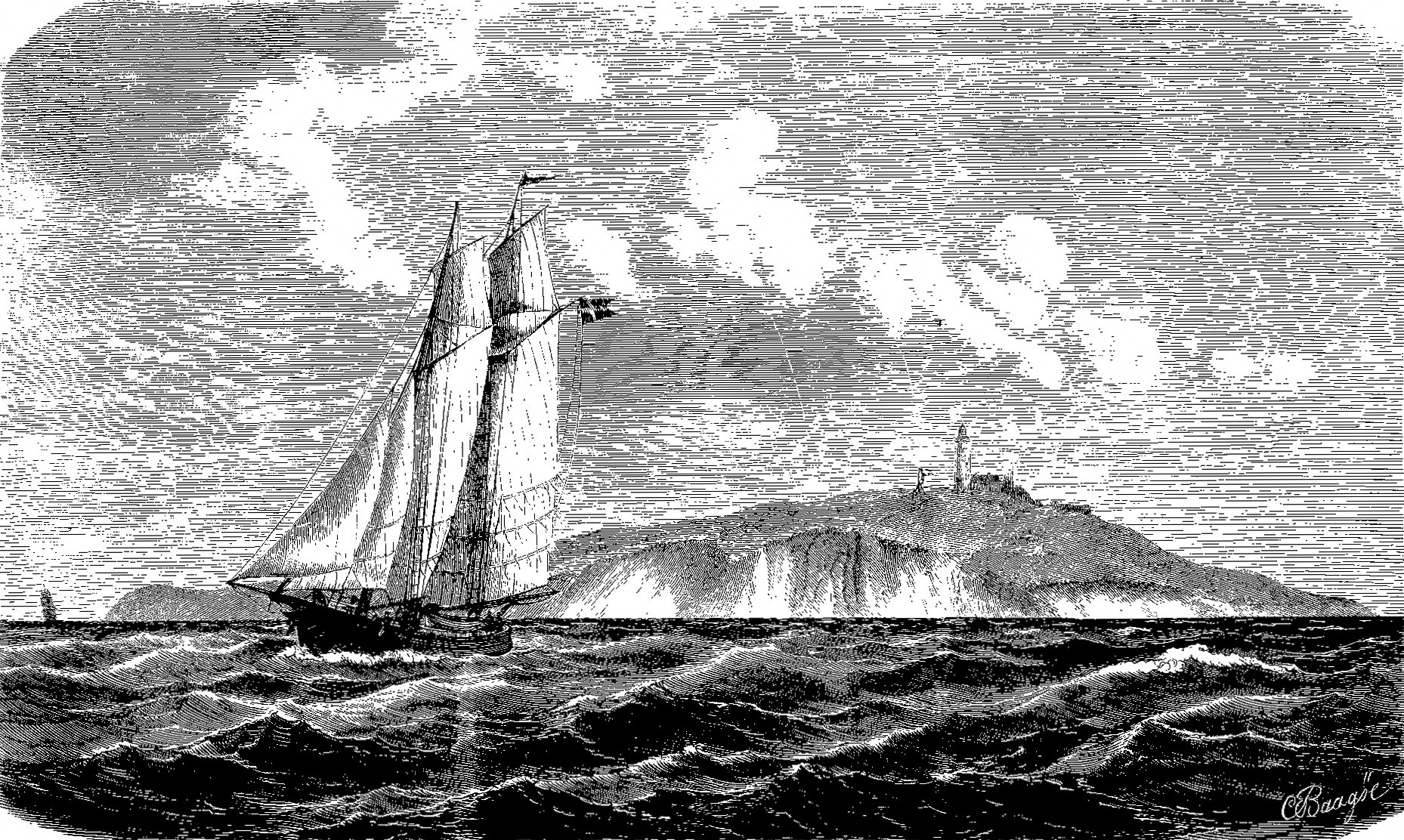
Insel Hjelm mit der Festungsruine 1897.

Mit norwegischer Unterstützung griff er mehrmals Dänemark an. Sein Ziel war die Rückerlangung seiner Güter, was ihm zu Lebzeiten verwehrt blieb. Die ersten Opfer waren Middelfart und Hindsholm. 1288 zog er nach Jütland. 1289 folgte ein Kriegszug König Eriks von Norwegen in den Öresund, dem Helsingör zum Opfer fiel. Die Flotte des Königs lagerte vor Kopenhagen. Stig Andersen Hvide griff währenddessen Samsø an und nahm die dortige Festung ein. Er zog weiter nach Slagelse, wo er die Burg Taarnborg einnahm und Skælskør niederbrannte. Auch Nykøbing Falster suchte er heim. Zusammen mit dem norwegischen König plünderte er die südlichen dänischen Inseln.
1290 errichtete er auf der Insel Hjelm im Kattegat eine Festung. Zusammen mit dem ebenfalls für friedlos erklärten Grafen Jakob Nielsen von Halland († 1309), einem Vetter des Königs, der die Festung Hunehals Borg in Nord-Halland errichtete, kontrollierte er damit das Kattegat. Die Festungen waren für die Friedlosen Ausgangspunkte für ihren Krieg gegen Dänemark, den Stig Andersen bis zu seinem Tode fortsetzte. Es gelang ihm, auf einem seiner Kriegszüge in Jütland königliche Münzmeister zu fangen und nach Hjelm zu bringen. Dort zwang er sie, königlich-dänische Münzen zu prägen, die einen wesentlich geringeren Silbergehalt hatten. Diese Fälschungen sind so gut, dass sie nur mit einer Materialanalyse identifiziert werden können. Diese Münzen verteilte er an seine Anhänger in Dänemark, die sie in Umlauf brachten. In Hjelm wurden auch Münzen geprägt, die sich von den offiziellen Münzen in Dänemark unterscheiden. Daher wird vermutet, dass die in Hjelm geprägten echten Münzen Herzog Waldemar bei seinem Kampf um den dänischen Thron dienen sollten.
Stig Andersen Hvide starb 1293 und wurde angeblich heimlich in einer unbekannten Kirche begraben. Mehrere an der Küste des  Kattegat gelegene Kirchen beanspruchen, seine Grabstätte zu sein, darunter die Kirche von Stubberup bei Hvides Gut Eskebjerg auf Fünen. Seine Witwe erhielt 1309 die Güter mit der Auflage zurück, sie unverzüglich zu verkaufen und Dänemark nicht mehr zu betreten. Seine Söhne blieben in Norwegen. Anders Stigsen Hvide war 1318 die Verschwörung von Christoph (II.) gegen seinen Bruder, König Erik VI. Menved, verwickelt und starb wohl noch im selben Jahr. Erst sein Enkel Stig Andersen Hvide der Jüngere durfte 1320 nach Dänemark zurückkehren, nachdem Christoph II. König geworden war.

## Literarische Gestalt
So dürftig die historischen Quellen über Stig Andersen Hvide sind, so reichhaltig ist die spätere legendarische Literatur über ihn. Hier wird er als der Königsmörder stilisiert, weil der König seine Frau vergewaltigt habe, als Stig auf dem Feldzug nach Schweden war. Die zeitgenössische Dichtung bezeichnet dagegen weder ihn noch einen anderen namentlich als Mörder des Königs. Diese Zuschreibung geschah erst in der späteren Dichtung. Ein Gedicht über die Hochzeit König Erik Menveds berichtet von zwei Töchtern Stig Andersens. Historisch belegt ist jedoch nur eine Tochter, die bereits mit 12 Jahren starb. Nach einem päpstlichen Dispensschreiben war sie vorher mit einem Mann namens Johannes Esre verlobt worden.

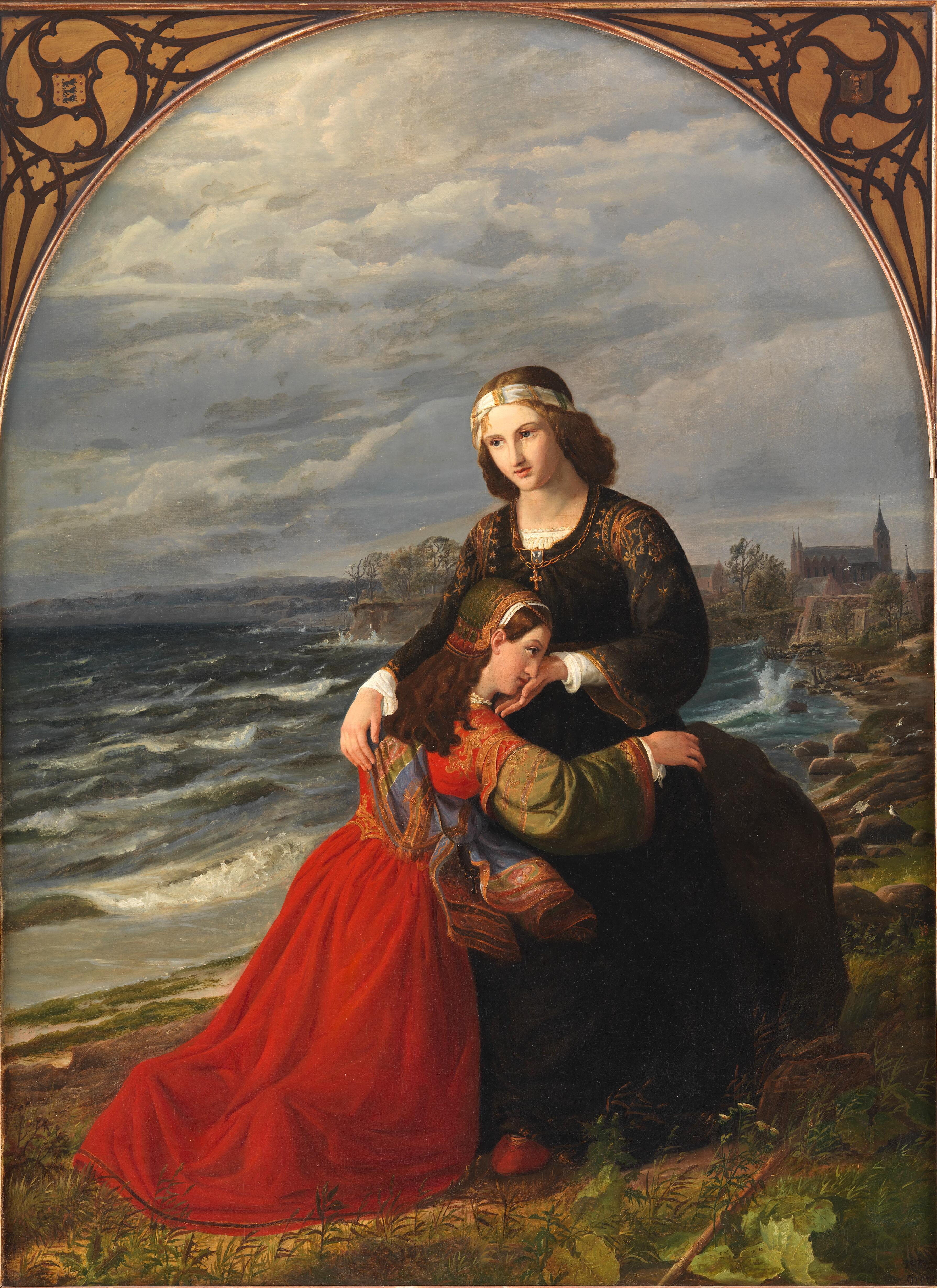
Die verlassenen Töchter von Marschall Stig Hvide (Gemälde von Dankvart Dreyer, 1839)

Diese Volksdichtung ist die größte Sammlung alter Gedichte über dieselbe historische Begebenheit. Es handelt sich um zehn Gedichte, die Anders Sørensen Vedel im Hundredvisebogen (1591) aufgezeichnet hat und die auch in anderen Adelshandschriften und Gedichtbänden aus der Mitte des 16. Jahrhunderts gesammelt sind. Sie wurden von Svend Grundtvig in Danmarks gamle Folkeviser, Bd. 3 (1858–1863) als Nr. 145 veröffentlicht. Er versah die einzelnen Fassungen mit den Buchstaben A–K. Er meinte, dass die Langfassung A die ursprüngliche sei, aus der sich die anderen bedient hätten. Die spätere Forschung kam dagegen zu dem Schluss, dass sie eine Zusammenfassung der übrigen Fassungen sei, während die Versionen F und G als die ältesten gelten. Diese Fassungen ergreifen Partei für den König und den größten Teil der damaligen Bevölkerung gegen seine Mörder. Aber es ist zweifelhaft, ob sie schon in der Zeit des Prozesses 1287 entstanden sind. Die Versionen C, D und E sind Unterhaltungsgedichte, die die Verführung Ingeborgs, der Frau Stig Andersens, und des Marschalls Rache zum Gegenstand haben. Die Versionen H und I erzählen von den Wahrträumen Stig Andersens, dass er ins Exil gehen müsse. Die kurze K-Version berichtet über die Verschworenen.
Auf die Volksdichtungen gehen mehrere Romane und Theaterstücke zurück.